# Hintonelmis perfecta
Hintonelmis perfecta is een keversoort uit de familie beekkevers (Elmidae). De wetenschappelijke naam van de soort werd in 1908 gepubliceerd door Antoine Henri Grouvelle.